# Nonea armeniaca
Nonea armeniaca là loài thực vật có hoa trong họ Mồ hôi. Loài này được Grossh. mô tả khoa học đầu tiên.